# 64 Pegasi
64 Pegasi är en blåvit jätte i stjärnbilden Pegasus.
64 Pegasi har visuell magnitud +5,35 och är synlig för blotta ögat vid god seeing. Den befinner sig på ett avstånd av ungefär 830 ljusår.